# Хекатей от Милет
Вижте пояснителната страница за други личности с името Хекатей.
Хекатей (на гръцки: Ἑκαταῖος ὁ Μιλήσιος; на латински: Hecataeus) старогръцки писател, историк, географ и политик. Принадлежи към първите логографи (задно с Кадъм от Милет), които предават древните генеалогии.

## Биография
Роден е около 540 г. пр.н.е. в Милет, в богато семейство. След като пътува много се установява в родния си град, където заема висок пост и се отдава на географски и исторически съчинения. През 512 г. пр.н.е. участва в Скитския поход на Дарий I. По време на йонийското въстание срещу персите в началото на V век пр. Хр., като един от водачите му, напразно съветва съотечествениците си да проявят благоразумие. След неговото потушаване Хекатей е изпратен при персийския сатрап Артаферн, за да договори приемливи условия в мирния договор. Според Диодор, неговата мисия завършва с успех. Ако се доверим на Херодот, след потушаването на въстанието персите разрушават града и продават голяма част от жителите му в робство. По-нататъшната съдба на Хекатей не е известна.
Годината 478 г. пр.н.е. се приема като условна дата за смъртта на Хекатей.

## Произведения
Хекатей се споменава като автор на два труда: географски – „Земеописание“ (Периегеза; Periodos gēs or Periēgēsis) и исторически – „Генеалогии“. „Земеописание“ е в две книги, едната за Европа, а другата – за Азия.
В съчиненията на Хекатей, топографията на страните и градовете в Европа, Азия и Африка, следват една след друга, с коментари за жителите, забележителности и различните обичаи. Пример за това е един от най-дългите съхранени откъси на Хекатей за пигмеите в Африка. Заедно с описанието на местата, Хекатей съставя карта на известните за гърците части на земята. За нейна основа служи картата на Анаксимандър, но Хекатей я разширява и допълва. Съхранени са над 300 фрагмента от географския труд, по-голяма част в сборника „Етника“ на Стефан Византийски.
Значителният труд „Генеалогии“ е произведение в 4 книги. Съдържа ценни сведения за Източното Средиземноморие, Черноморието и за аристократичните гръцки родове. Характерно за този труд на Хекатей е използването на наивен скептицизъм и опит за рационално тълкуване на народните предания и географски термини, което е крачка напред от епически към исторически подход при изучаването на информацията. От това произведение, писано на йонийски диалект, са запазени само фрагменти и то е достигнало до нас във вид на кратки цитати от други автори. Един от тези фрагменти описва изгонването на пеласгите от Атика, предаден от Херодот в неговата История.
С методите си на изложение, съчетаващи география, етнография и история, Хекатей се счита за предшественик на Херодот, а заедно с Анаксимандър – за основоположник на научната география.